# Norman Fell
Norman Fell est un acteur américain, né le 24 mars 1924 à Philadelphie (Pennsylvanie), mort le 14 décembre 1998 à Woodland Hills (Los Angeles).

## Filmographie
- 1955 : Joe & Mabel (série télé) : Mike
- 1957 : The Violators : Ray
- 1959 : La Gloire et la Peur (Pork Chop Hill) : Sgt. Coleman
- 1960 : Procès de singe (Inherit the Wind) : WGN Chicago Radio Broadcaster
- 1960 : Les Pièges de Broadway (The Rat Race) : Telephone Repairman
- 1960 : L'Inconnu de Las Vegas (Ocean's Eleven) : Peter Rheimer
- 1961 : 87e District (87th Precinct) (série télé) : Det. Meyer Meyer
- 1963 : Patrouilleur 109 (PT 109) de Leslie H. Martinson : Edmund Drewitch
- 1963 : Un monde fou, fou, fou, fou (It's a Mad Mad Mad Mad World) de Stanley Kramer : Detective at Grogan's crash site
- 1964 : À bout portant (The Killers), de Don Siegel : Mickey Farmer
- 1964 : Quick Before It Melts (en) : George Snell
- 1964 : Le Prix d'un meurtre (The Hanged Man) de Don Siegel (téléfilm) : Gaylord Grebb
- 1966 : Les Mystères de l'Ouest (The Wild Wild West), (série télé) - Saison 1 épisode 20, La Nuit de l'Attentat (The Night of the Whirring Death), de Mark Rydell : Jeremiah Ratch
- 1967 : Jeunes guerriers (en) (The Young Warriors) : Sergeant Wadley
- 1967 : Ghostbreakers (téléfilm) : Lieutenant P.J. Hartunain
- 1967 : Fitzwilly (en) : Oberblatz
- 1967 : Le Lauréat (The Graduate) de Mike Nichols : M. McCleery, le logeur
- 1967 : Les Envahisseurs série télé (The Invaders) épisode 12 [Trahison]
- 1968 : Sergeant Ryker (en) : Sgt. Max Winkler
- 1968 : Évasion sur commande (The Secret War of Harry Frigg) : Capt. Stanley
- 1968 : L'Affaire Thomas Crown (The Thomas Crown Affair) : In Bank Elevator
- 1968 : The Young Runaways (en) : M.. Donford
- 1968 : Bullitt de Peter Yates : Captain Baker
- 1969 : Mardi, c’est donc la Belgique (If It's Tuesday, This Must Be Belgium) : Harve Blakely
- 1969 : Three's a Crowd (téléfilm) : Norman, the Elevator Operator
- 1970 : Double Jeopardy (téléfilm) : Sergeant Charles Wilentz
- 1970 : Catch 22 (Catch-22) : First Sgt. Towser
- 1970 : Du vent dans les voiles (The Boatniks) : Max
- 1972 : L'accusé mène l'enquête (The Heist) : Pat Dillon
- 1973 : Going Places (téléfilm) : M.. Shaw
- 1973 : Le Cercle noir (The Stone Killer) : Lt. Les Daniels Captain of Detectives LAPD
- 1973 : Tuez Charley Varrick ! (Charley Varrick) : M.. Garfinkle
- 1973 : Needles and Pins (en) (série télé) : Nathan Davidson
- 1974 : Thursday's Game (en) (téléfilm) : Melvin Leonard
- 1974 : 747 en péril (Airport 1975) : Bill
- 1975 : Death Stalk (téléfilm) : Frank Cody
- 1975 : Dynamite Jones et le Casino d'or (Cleopatra Jones and the Casino of Gold) de Charles Bail (en) : Stanley Nagel
- 1976 : Le Riche et le Pauvre (Rich Man, Poor Man) (feuilleton télé) : Smitty
- 1976 : Risko (téléfilm) : Max
- 1976 : Richie Brockelman: The Missing 24 Hours (téléfilm) : M.. Brockelman
- 1976 : Guardian of the Wilderness
- 1977 : Vivre à trois (Three's Company) (Sitcom) : Stanley Roper
- 1978 : Rabbit Test : Segoynia's Father
- 1978 : The End : Dr Samuel Krugman
- 1979 : Racines 2 (Roots: The Next Generations) (feuilleton télé) : Bernie Raymond
- 1980 : Getting There (téléfilm) : Jim
- 1980 : This Year's Blonde (en) (téléfilm) : Pat Toledo
- 1980 : For the Love of It (téléfilm) : Hall
- 1981 : On the Right Track : The Mayor
- 1981 : The Kinky Coaches and the Pom Pom Pussycats : Jack McGuire
- 1981 : Paternity : Larry
- 1982 : Teachers Only (en) (série télé) : Ben Cooper
- 1983 : Retour vers l'enfer (Uncommon Valor, téléfilm) : Garvin
- 1984 : The Jesse Owens Story (en) (téléfilm) : Marty Forkins
- 1985 : Transylvania 6-5000 : Mac Turner
- 1987 : Stripped to Kill (en) : Ray
- 1989 : C.H.U.D. 2 : Tyler
- 1989 : The Boys (série télé) : Dave
- 1990 : You're Driving Me Crazy : Doctor 'F'
- 1991 : With Friends Like These... (vidéo) : Narrator
- 1991 : The Boneyard (en) : Shepard
- 1991 : For the Boys de Mark Rydell : Sam Schiff
- 1992 : The Naked Truth (en) : The Dentist
- 1993 : Hexed (en) : Herschel Levine
- 1995 : Family Reunion: A Relative Nightmare (téléfilm) : Grandpa Joe Dooley
- 1996 : Beach House : Propriétaire
- 1996 : The Destiny of Marty Fine : Daryl